# Choteč (okres Jičín)
Choteč je obec v okrese Jičín v Královéhradeckém kraji. Leží asi dvanáct kilometrů východně od Jičína a pět kilometrů západně od Lázní Bělohrad, Rozkládá se v Jičínské pahorkatině, v mělkém úvalu Chotečského potoka, v nadmořské výšce okolo 310 metrů. Žije zde 219 obyvatel. Katastrální území zaujímá 608 hektarů. Obcí prochází silnice II/501.

## Historie
První písemná zmínka o vesnici se datuje přibližně k roku 1356 (Chotecz). Z historických památek v Chotči stojí za zhlédnutí na hřbitově postavený kostel svatého Mikuláše a naproti v zahradě stojící novorenesanční objekt bývalé fary. Ten v sobě skrývá jádro někdejší chotečské tvrze, která zde stála v 16. století. Ve sklepě se zachovala profilovaná ostění, zbytek portálu a deska s datem 1562. Rovněž přilehlé hospodářské stavení pochází ze 16. století. Tvrz dal v roce 1562 postavit Mikuláš Kule z Chotče. Rovněž založil nový kostel sv. Mikuláše, kde je i pohřben. Majitelé se často střídali, až roku 1644 získal Choteč pavlánský klášter v Nové Pace. Pavláni tvrz v polovině 18. století přestavěli na barokní zámeček, který po zrušení řádu v roce 1789 sloužil jako fara. Koncem 19. století byl zbořen a nahrazen dnešní budovou. V Chotči se dochovalo také několik lidových roubených domů s vyřezávanými lomenicemi. V obci je umístěna pamětní deska místního rodáka, hudebního skladatele a varhaníka, Jana Křtitele Kuchaře.

## Obyvatelstvo
| Rok            | 1869 | 1880 | 1890 | 1900 | 1910 | 1921 | 1930 | 1950 | 1961 | 1970 | 1980 | 1991 | 2001 | 2011 | 2021 |
| -------------- | ---- | ---- | ---- | ---- | ---- | ---- | ---- | ---- | ---- | ---- | ---- | ---- | ---- | ---- | ---- |
| Počet obyvatel | 765  | 698  | 663  | 575  | 595  | 570  | 518  | 387  | 353  | 296  | 231  | 216  | 193  | 200  | 199  |
| Počet domů     | 90   | 91   | 99   | 107  | 111  | 113  | 124  | 124  | 118  | 101  | 90   | 118  | 118  | 116  | 82   |

## Obecní správa
Mezi lety 1850–1960 byla Choteč obcí v okrese Jičín (1850–1890), posléze v okrese Nová Paka (1900–1950) a později opět v okrese Jičín. V letech 1960–1990 patřila jako část městyse k Mlázovicím a od 24. listopadu 1990 je opět samostatnou obcí.

### Obecní symboly
Znak a vlajka byly obci uděleny rozhodnutím předsedy Poslanecké sněmovny Parlamentu České republiky dne 17. dubna 2009.

## Pamětihodnosti
- kostel svatého Mikuláše

### Významní rodáci
- Jan Křtitel Kuchař (1851–1929), hudební skladatel, varhaník a cembalista
- Jaroslav Major (1869–1936), katolický malíř a freskař